# Гаспингер, Иоганн Симон
Иоганн (Йоахим) Симон (в иночестве Гаспингер) (нем. Joachim Haspinger ; 28 октября 1776 — 12 января 1858) — священник-капуцин, тирольский патриот, лидер тирольского восстания (1809) против французских и баварских оккупационных войск во время наполеоновской войны Пятой коалиции.

## Биография

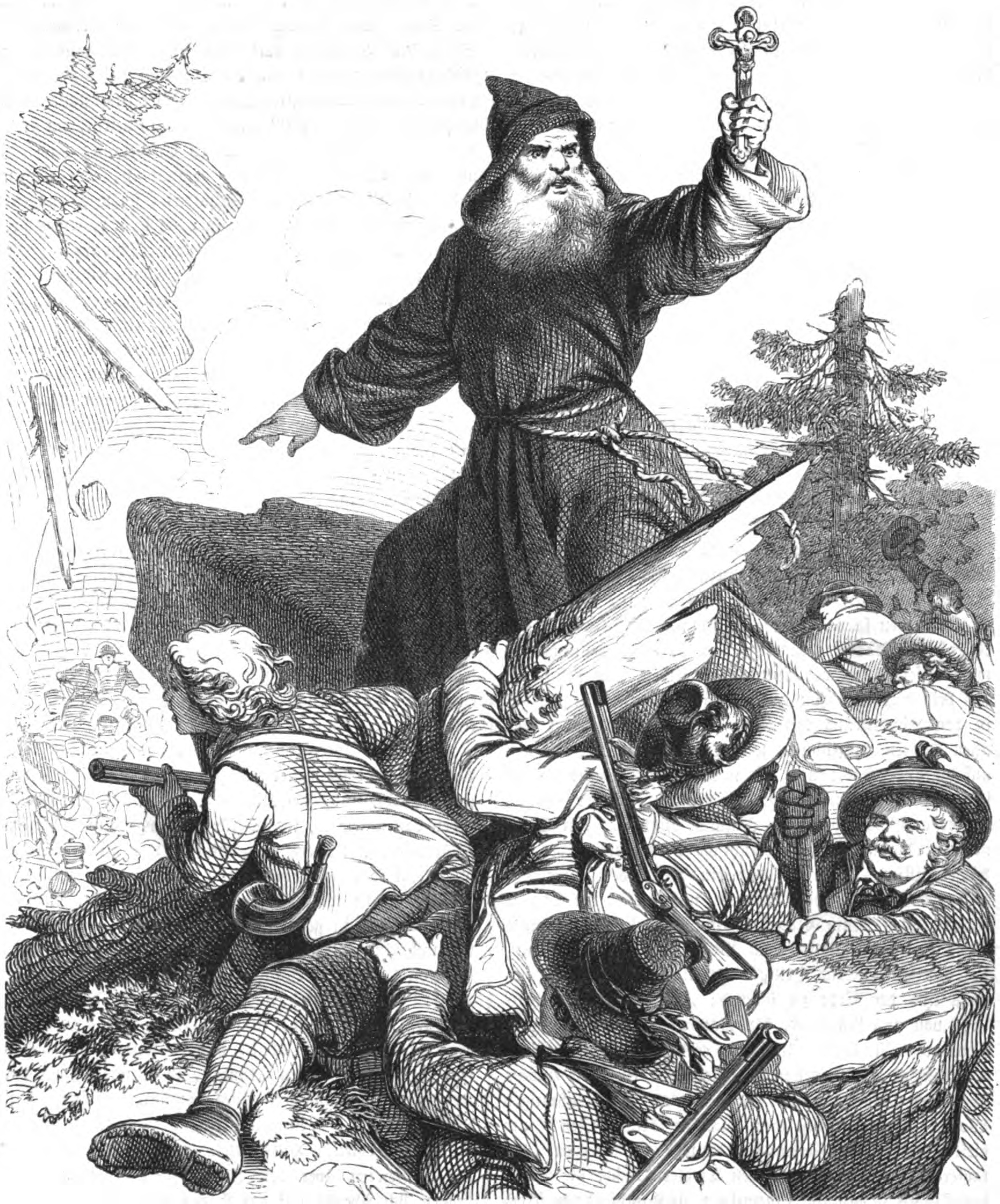
Гаспингер в бою

Сын зажиточных крестьян. До семнадцати лет занимался сельскохозяйственными работами.
В 1801 году с отличием сражался в рядах тирольского ландвера против французов Наполеона, затем занялся изучением философии и медицины в Больцано и Инсбруке. В 1802 году вступил в орден капуцинов. В 1805 году был рукоположен в священники и занимал должность проповедника монастыря. В качестве полкового священника неоднократно руководил отрядами, а в 1809 году участвовал в тирольском восстании, причём существенно содействовал победам, одержанным на реке Изель. В том же году организовал восстание в Зальцбурге.

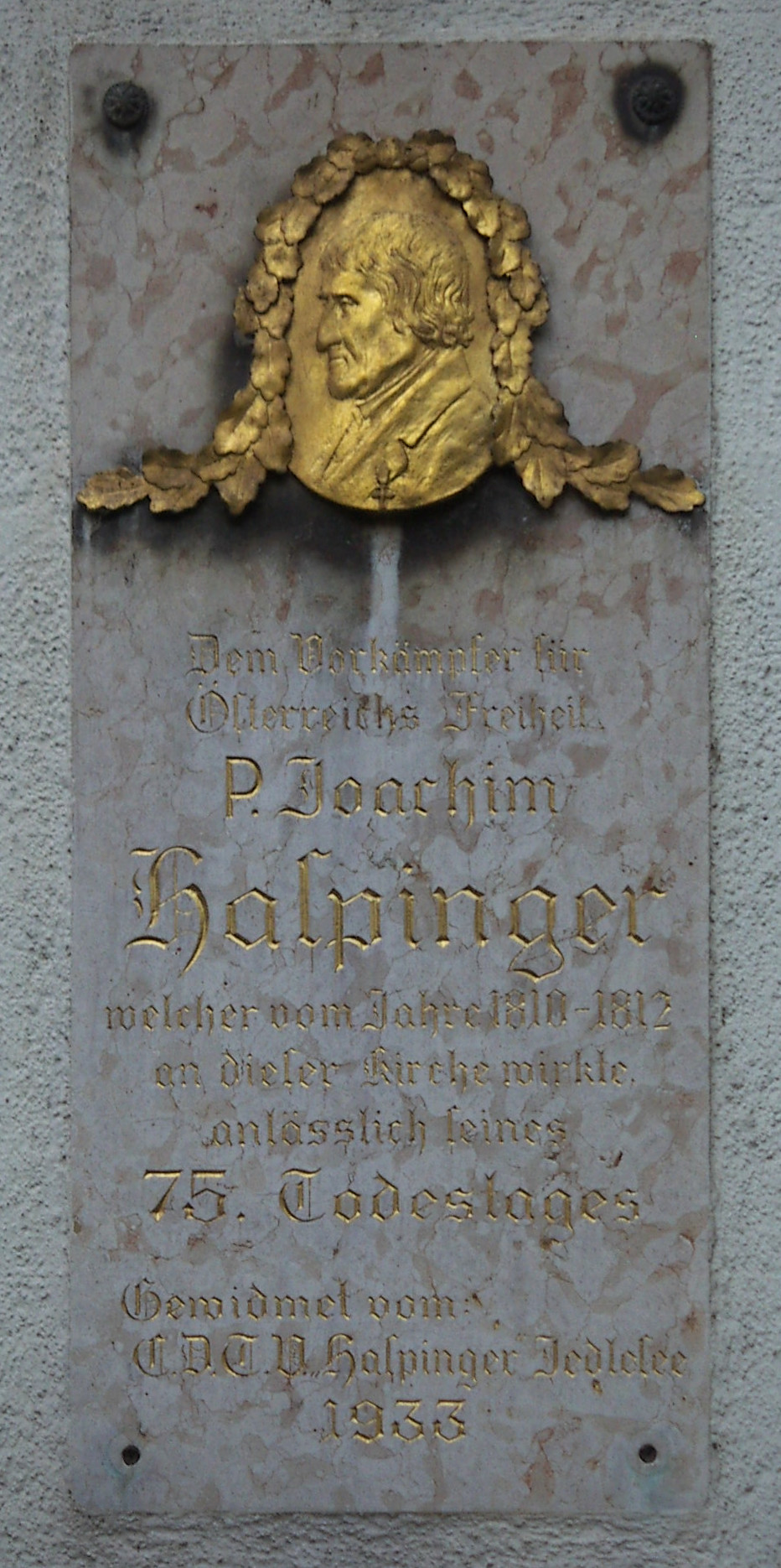
Мемориальная доска на церкви Марии Лоретто в Едлезее (Вена)

В 1810 году был вынужден под нажимом баварских войск удалиться в Швейцарию, откуда тайком пробрался в Вену. В 1815 году снова принял сан священника; в 1848 году стоял во главе тирольского ополчения, двинувшегося в Италию.
Служил проповедником, в 1854 году поселился в Зальцбурге в императорском дворце Мирабель, где и умер в 1858 году. Его тело было доставлено в придворную церковь в Инсбруке и похоронено там рядом с Андреасом Хофером.
Был награждён императором Францем Иосифом I.

## Память
- В 1895 году его именем была названа улица Гаспингерштрассе в Инсбруке.
- В 1898 году его именем была названа площадь Гаспингерплац в Вене.
- Памятник Гаспингеру, созданный Йозефом Пифрадером, был открыт в Кьюза в 1908 году .
- К 75-летию со дня его смерти в 1933 году на приходской церкви Марии Лоретто в Едлезее в Вене была открыта мемориальная доска.
- Открыта мемориальная доска во дворце Мирабель, где он умер.